# Tolisa (Republika Serbska)
Tolisa (cyr. Толиса) – wieś w Bośni i Hercegowinie, w Republice Serbskiej, w gminie Modriča. W 2013 roku liczyła 358 mieszkańców.